# Fever (brano musicale)
Fever è un brano musicale di Eddie Cooley e Otis Blackwell (usando lo pseudonimo "John Davenport") del 1956.
Il brano raggiunse il successo internazionale con la cover di Peggy Lee, che ottenne tre candidature alla 1ª edizione dei Grammy Awards del 1959.

## Il brano originale
L'idea di Fever fu presentata a Otis Blackwell dall'amico Eddie Cooley nel 1956, dopo che quest'ultimo aveva avuto una canzone di successo intitolata Priscilla. Blackwell ha raccontato in merito: «Eddie Cooley era un mio amico di New York, mi chiamò e mi disse: "Amico, ho un'idea per una canzone chiamata 'Fever’, ma non riesco a finirla". Dovetti scriverla con un altro nome perché, a quel tempo, ero ancora sotto contratto con Joe Davis».
La canzone è stata incisa per la prima volta da Little Willie John nello stesso anno nel singolo a 45 giri Fever/Letter from My Darling.

## Cover di Peggy Lee
Il brano divenne di grande successo grazie alla cover di Peggy Lee del 1958 per la Capitol Records, che raggiunge la quinta posizione nel Regno Unito e l'ottava negli Stati Uniti e in Olanda. Caratterizzata dalla corposa e swingante linea di basso di Joe Mondragon, il brano ha ottenuto tre candidature alla 1ª edizione dei Grammy Awards del 1959 nelle categorie registrazione dell'anno, canzone dell'anno e miglior interpretazione vocale femminile.

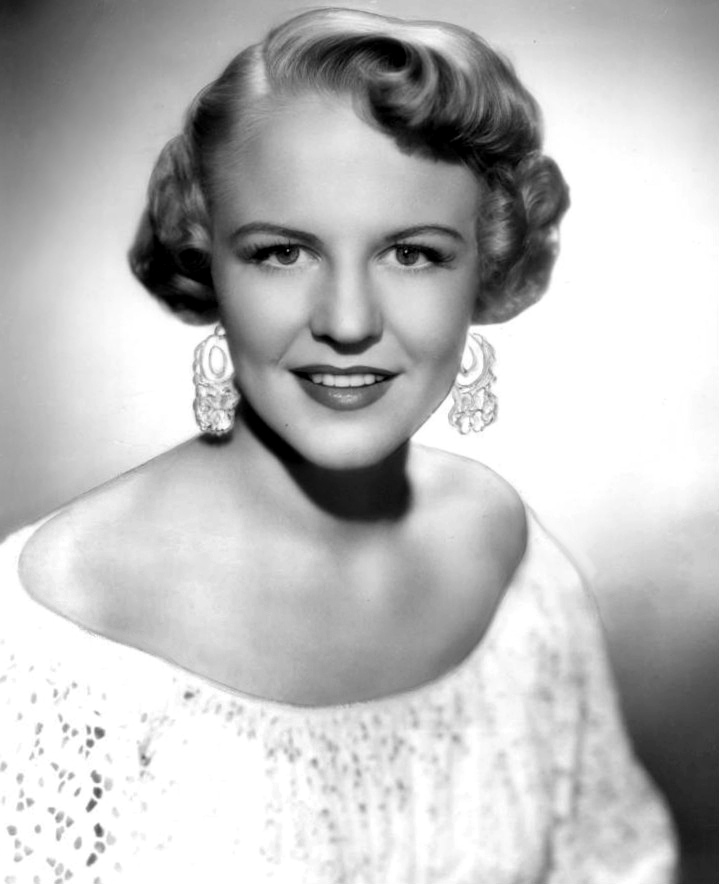
Peggy Lee

### Classifiche
| Classifica (1958) | Posizione massima |
| ----------------- | ----------------- |
| Regno Unito       | 5                 |
| Stati Uniti       | 8                 |

## Cover di Madonna
Tra i tanti artisti che hanno realizzato una cover della canzone c'è anche Madonna, nel singolo Fever, uscito come quarto singolo dell'album Erotica. La canzone è stata prodotta dalla stessa cantante insieme al DJ Shep Pettibone, come riadattamento della versione originale, quella di Little Willie John. La promozione è avvenuta attraverso il videoclip diretto da Stéphane Sednaoui, una serie di esibizioni in televisione e l'inserimento nella scaletta del suo The Girlie Show Tour.

## Altre cover
Moltissimi artisti hanno realizzato negli anni successivi una cover della canzone: tra essi vi sono Madonna, Elvis Presley (nell'album Elvis Is Back!), Ray Charles con Natalie Cole, The McCoys (nell'album Hang On Sloopy), Bob Dylan, Brian Eno (nell'album Dali's Car), Ella Fitzgerald, James Cotton, Sarah Vaughan, Madleen Kane, Eva Cassidy, Tom Jones, Michael Bublé, James Brown, Christina Aguilera, Timi Yuro, Amanda Lear, Beyoncé, The Cramps (in una versione psychobilly), The Pussycat Dolls, Bette Midler, Halie Loren, George Aaron in una versione trance e nel novembre 2013 una ritmatissima versione mambo e, in Italia, Mina e Bruno Lauzi. C'è quindi una versione remix di Adam Freeland sulla versione della Vaughan.
Bruno Lauzi la incise in italiano con il titolo Garibaldi nel 1965 e successivamente con il titolo Garibaldi blues nel 45 giri Garibaldi blues/Il poeta.
Venne anche inciso da Bobby Solo nel 1986 nell'album Solo Elvis.